# Latin Plug
Latin Plug es una compañía fundada en el año 2017 por el empresario de origen colombiano Carlos Mauricio Vega. Establecida en la ciudad de Nueva York, funciona a modo de distribuidora digital y plataforma publicitaria y de eventos entre las comunidades de la industria latina del entretenimiento. Actualmente la empresa tiene sedes en Argentina, Colombia, Puerto Rico y República Dominicana. Desde el 2021 empezó a desarrollar los Premios Latin Plug, una gala donde se reconocen a los mejores exponentes latinos en el mundo de la música, el cine, la televisión, las redes y el periodismo.

## Historia

Uno de los servicios ofrecidos por la compañía es la publicidad en las pantallas de Times Square, Nueva York

Latin Plug fue fundada en el año 2017 por Carlos Mauricio Vega, empresario colombiano. Inicialmente la empresa se enfocó en ofrecer servicios publicitarios y de marketing digital a diversos profesionales latinos de la industria del entretenimiento, como la exposición de carteles en las pantallas de Times Square y Puerto Rico, y la difusión de contenido en medios digitales.
En mayo de 2017, Latin Plug organizó la primera edición de The Conference and Festival, un evento anual en el cual se reúnen representantes del mundo del entretenimiento para compartir sus experiencias y establecer contactos comerciales. Con el paso del tiempo, la empresa abrió sucursales en Colombia, Argentina, Puerto Rico y República Dominicana y amplió su portafolio de servicios, ofreciendo además giras virtuales y físicas en medios como Telemundo, Billboard, Univisión, CNN y ¡Hola! TV; distribución musical, eventos de alfombra roja, desarrollo web y dosieres de prensa.
En 2021, la comunicadora dominicana Lili Paredes Taveras se convirtió en la nueva directora de Latin Plug para República Dominicana.

## Premios Latin Plug
En 2021 la compañía celebró la primera entrega de los Premios Latin Plug, los cuales tienen como finalidad reconocer a personalidades latinas del mundo del entretenimiento. El evento se dividió en diversas categorías, entre las que destacan «mejor manager», «mejor artista», «mejor creador de contenido», «mejor productor musical», «mejor actor», «mejor actriz» y «mejor artista revelación». En la primera entrega de los premios, realizada de forma virtual en la primera semana de mayo de 2021, fueron galardonados artistas como Lautaro López, Greeicy Rendón, Kimberly Reyes, Víctor Manuelle, Maite Perroni, Juan Sebastián Quintero y Romina Malaspina, entre otros.
El 30 de agosto de 2022, el portal web de Univisión confirmó que la segunda entrega de los premios se realizaría el 9 de noviembre del mismo año en el United Palace de la ciudad de Nueva York. El portal Forbes confirmó la participación en el evento de artistas como Sebastián Yatra, Carmen Villalobos, Majida Issa y Ángela Torres, entre otros. La creadora de contenido colombiana Andrea Valdiri y el actor y comediante venezolano Marko fueron los encargados de presentar la gala de premios.

### Ganadores de la edición 2021
Argentina
| Categoría                             | Ganador (a)           |
| ------------------------------------- | --------------------- |
| Mejor influenciador del año           | Rocío Moreno          |
| Mejor periodista del año              | Romina Malaspina      |
| Mejor actriz del año                  | Valentina González    |
| Mejor personalidad influyente del año | Paulina Cocina        |
| Mejor freestyler del año              | Stuart                |
| Mejor artista musical del año         | Lautaro López         |
| Mejor streamer del año                | Joaco Turro           |
| Mejor mánager musical del año         | Fernando Szereszevsky |
| Mejor medio gráfico del año           | Billboard Argentina   |
| Mejor DJ del año                      | Alan Tejeda           |

Colombia
| Categoría                                  | Ganador (a)        |
| ------------------------------------------ | ------------------ |
| Mejor personalidad influyente del año      | Faber Burgos       |
| Mejor comediante del año                   | Juanda Caribe      |
| Mejor artista del año                      | Greeicy Rendón     |
| Mejor DJ del año                           | Marcela Reyes      |
| Mejor mánager del año                      | Carlos Bloom       |
| Mejor comunicador del año                  | Ariel Osorio       |
| Mejor creador de contenido del año         | Andrea Valdiri     |
| Mejor artista revelación masculino del año | Blessd             |
| Mejor artista revelación femenina del año  | Kelly Cárdenas     |
| Mejor actriz del año                       | Kimberly Reyes     |
| Mejor actor del año                        | Sebastián Martínez |

Estados Unidos
| Categoría                                  | Ganador (a)               |
| ------------------------------------------ | ------------------------- |
| Mejor artista del año                      | Jay Wheeler               |
| Mejor presentador del año                  | Aleyda Ortiz              |
| Mejor corresponsal del año                 | Tamiti Soto               |
| Mejor artista revelación femenina del año  | Carmen DeLeon             |
| Mejor artista revelación masculino del año | Juan Sebastián Quintero   |
| Mejor mánager del año                      | Flow La Movie             |
| Mejor productor musical del año            | Sky Rompiendo             |
| Mejor creador de contenido del año         | Miketoks y Juanma Salazar |
| Mejor actriz del año                       | Maite Perroni             |

Puerto Rico
| Categoría                          | Ganador (a)      |
| ---------------------------------- | ---------------- |
| Mejor artista del año              | Víctor Manuelle  |
| Mejor artista revelación del año   | Ryo La Voz       |
| Mejor creador de contenido del año | Familia Latorre  |
| Mejor productor musical del año    | Profesor Gómez   |
| Mejor mánager del año              | Vicente Saavedra |
| Mejor comunicador del año          | Yizette Cifredo  |
| Mejor publicista del año           | Waldo Díaz       |

República Dominicana
| Categoría                          | Ganador (a)    |
| ---------------------------------- | -------------- |
| Mejor productor musical del año    | Leo RD         |
| Mejor DJ del año                   | DJ Mariposa    |
| Mejor comediante del año           | Anderson Humor |
| Mejor creador de contenido del año | Carlos Durán   |
| Mejor actor/actriz del año         | Nashla Bogaert |
| Mejor artista masculino del año    | Bulin 47       |
| Mejor artista femenina del año     | La Ross María  |
| Mejor artista revelación del año   | Chelsy         |

Fuente:

### Ganadores de la edición 2022
| Categoría                    | Ganadores         | País                 |
| ---------------------------- | ----------------- | -------------------- |
| Artista revelación del año   | Robleis           | Argentina            |
| Artista revelación del año   | Nath              | Colombia             |
| Artista revelación del año   | Chris Lebrón      | República Dominicana |
| Artista revelación del año   | Jamby El Favo     | Puerto Rico          |
| Artista musical del año      | L-Gante           | Argentina            |
| Artista musical del año      | Goyo              | Colombia             |
| Artista musical del año      | La Perversa       | República Dominicana |
| Artista musical del año      | Rauw Alejandro    | Puerto Rico          |
| Actor del año                | Carlos Torres     | Colombia             |
| Actor del año                | Raymond Pozo      | República Dominicana |
| Actor del año                | Gregorio Pernía   | Colombia             |
| Actriz del año               | Diana Hoyos       | Colombia             |
| Actriz del año               | Hony Estrella     | República Dominicana |
| Actriz del año               | Majida Issa       | Colombia             |
| Mánager artístico del año    | Super Dakis       | Colombia             |
| Mánager artístico del año    | Maxi El Brother   | Argentina            |
| Mánager artístico del año    | Enrique Medina    | República Dominicana |
| Mánager artístico del año    | Eric Duars        | Puerto Rico          |
| Creador de contenido del año | Pablito Castillo  | Argentina            |
| Creador de contenido del año | Felipe Saruma     | Colombia             |
| Creador de contenido del año | Theyhatedaboy     | República Dominicana |
| Creador de contenido del año | El Mindo          | Colombia             |
| Creador de contenido del año | Laura Malagón     | Colombia             |
| Productor musical del año    | Omar Varela       | Argentina            |
| Productor musical del año    | Santiago Orrego   | Colombia             |
| Productor musical del año    | Leo RD            | República Dominicana |
| Productor musical del año    | Maffio            | República Dominicana |
| Comunicador del año          | Agustina Casanova | Argentina            |
| Comunicador del año          | Carlos Calero     | Colombia             |
| Comunicador del año          | Paloma Almonte    | República Dominicana |
| Comunicador del año          | Daniella Durán    | Colombia             |
| DJ del año                   | DJ Adoni          | República Dominicana |
| DJ del año                   | DJ Scuff          | República Dominicana |
| DJ del año                   | DJ Cornetto       | Colombia             |
| DJ del año                   | DJ Fer Palacio    | Argentina            |

Fuente: